# Randolph Bourne
Randolph Silliman Bourne (Bloomfield, 30 de maio de 1886 – 22 de dezembro de 1918) foi um escritor estadunidense e intelectual progressista nascido em Bloomfield, New Jersey, e graduado pela Columbia University. Ele é considerado um porta-voz dos jovens radicais que viveram durante a Primeira Guerra Mundial. Seus artigos apareceram em periódicos, incluindo The Seven Arts e The New Republic. Bourne é mais conhecido por seus ensaios, especialmente sua obra inacabada "O Estado", descoberta depois de sua morte. O ensaio é a fonte da conhecida frase "a guerra é a saúde do estado", pela qual Bourne lamentou o sucesso dos governos em arrogar autoridade e recursos durante os conflitos.

## "Trans-National America"
Neste artigo, Bourne rejeita a teoria do caldeirão e não vê os imigrantes se assimilando facilmente a outra cultura. A visão de Bourne sobre a nacionalidade estava relacionada à conexão entre uma pessoa e seu “país espiritual”, ou seja, sua cultura. Ele argumentou que as pessoas geralmente se apegavam firmemente à literatura e à cultura de seu país natal, mesmo que vivessem em outro. Ele também acreditava que isso era verdade para muitos imigrantes nos Estados Unidos. Portanto, Bourne não podia ver imigrantes de todas as diferentes partes do mundo assimilando as tradições anglo-saxãs, que eram vistas como tradições estadunidenses.
Este artigo prossegue dizendo que os EUA oferece uma liberdade de oportunidade única e ainda pode oferecer o isolamento tradicional, que ele sentiu que poderia levar a um empreendimento cosmopolita. Ele sentia que, com essa grande mistura de culturas e pessoas, a América seria capaz de crescer e se tornar uma nação transnacional, que teria fibras culturais interconectadas com outros países. Bourne sentiu que os EUA cresceriam mais como um país, ampliando a visão das pessoas para incluir os hábitos dos imigrantes, em vez de conformar todos ao ideal do caldeirão. Essa ampliação das visões das pessoas acabaria por levar a uma nação onde todos os que vivem nela estão unidos, o que inevitavelmente puxaria o país para a grandeza. Este artigo e a maioria das ideias nele contidas foram influenciadas pela Primeira Guerra Mundial, durante a qual o artigo foi escrito.

## Publicações
- The State (1918).
  - "War is the Health of the State" (1918),
- "Law and Order", Masses (Março 1912).
- "From an Older Time", The Dial, Vol. LXV, Junho/Dezembro, 1918.
- "The Price of Radicalism", The New Republic (Março 11, 1916). 161.
- "A Mirror of the Middle West", The Dial, Novembro 1918.
- "Trans-National America", Atlantic Monthly, 118 (Julho 1916), 86–97.
- "The Relegation of God", The Dial, Setembro 1918.
- "What is Exploitation?" from The New Republic (Novembro 4, 1916). 12–14.
- "Mr. Bennett is Disturbed", The Dial, Julho 1918.
- "The Gary Public Schools", Scribner's, Setembro 1916.
- "The War and the Intellectuals", Seven Arts II, Junho 1917. 133–46.
- "The Light Essay", The Dial, Novembro 1918.
- "Below the Battle", Seven Arts II, Julho 1917. 270–77.
- "A War Diary", Seven Arts II, Setembro 1917. 535–47.
- "H. L. Mencken", The New Republic (Novembro 24, 1917). 102–103.
- "An Examination of Eminences", The Dial, Dezembro 1918.
- "Columbia Students Pity Workers", New York Times (1913).